# Wormaldia yakuensis
Wormaldia yakuensis là một loài Trichoptera trong họ Philopotamidae. Chúng phân bố ở miền Cổ bắc.